# Большой Двор (Боровецкое сельское поселение)
Большой Двор — деревня в Сокольском районе Вологодской области.
Входит в состав Боровецкого сельского поселения, с точки зрения административно-территориального деления — в Боровецкий сельсовет.
Расстояние по автодороге до районного центра Сокола — 11,7 км, до центра муниципального образования Обросова — 0,7 км. Ближайшие населённые пункты — Гуриево, Турбаево, Грибаново, Озерко, Обросово.
По переписи 2002 года население — 44 человека (20 мужчин, 24 женщины). Всё население — русские.